# Amt Tauche
Das Amt Tauche, bis 1994 Amt Tauche/Trebatsch genannt, war ein 1992 gebildetes brandenburgisches Amt, in dem sich zunächst acht Gemeinden im damaligen Kreis Beeskow (heute Landkreis Oder-Spree, Brandenburg) zu einem Verwaltungsverbund zusammengeschlossen hatten. Vier weitere Gemeinden wurden dem Amt per Ministerbeschluss zugewiesen. Sitz der Amtsverwaltung war in der Gemeinde Tauche. Das Amt Tauche wurde 2003 wieder aufgelöst. Es hatte Ende 2002 in zuletzt nur noch zwei amtsangehörigen Gemeinden 4134 Einwohner.

## Geographische Lage
Das Amt Tauche lag im damaligen Kreis Beeskow und grenzte im Norden an das Amt Glienicke/Rietz-Neuendorf, im Nordosten an die Stadt Beeskow, im Osten an das Amt Friedland (Niederlausitz), im Süden an das Amt Lieberose, im Südwesten an das Amt Märkische Heide und im Westen an das Amt Storkow (Mark). 

## Geschichte
Am 9. September 1992 erteilte der Minister des Innern des Landes Brandenburg seine Zustimmung zur Bildung des Amtes Tauche/Trebatsch. Als Zeitpunkt des Zustandekommens des Amtes wurde der 15. September 1992 festgelegt. Die Zustimmung war befristet bis zum 15. September 1994. Das Amt hatte seinen Sitz in der Gemeinde Tauche und bestand zunächst aus acht Gemeinden im damaligen Kreis Beeskow (in der Reihenfolge der Nennung im Amtsblatt):
1. Falkenberg
2. Giesensdorf
3. Görsdorf
4. Kossenblatt
5. Lindenberg
6. Ranzig
7. Stremmen
8. Tauche

Die Gemeinden 
1. Briescht
2. Mittweide
3. Trebatsch und
4. Werder/Spree

wurden dem Amt Tauche/Trebatsch nach § 1 Abs. 4 AmtsO per Ministerbeschluss zugeordnet. Das Amt Tauche/Trebatsch hatte Ende 1992 4333 Einwohner. Zum 5./6. Dezember 1993 wurden die kreisfreie Stadt Eisenhüttenstadt und die Landkreise Eisenhüttenstadt, Beeskow und Fürstenwalde zum Landkreis Oder-Spree fusioniert. Die Befristung der Zustimmung wurde ab dem 16. September 1994 aufgehoben. Die Zustimmung zur Aufhebung der Befristung war mit der Genehmigung zur Umbenennung des Amtes von Amt Tauche/Trebatsch in Amt Tauche verbunden.  Zum 31. Dezember 2001 schlossen sich die Gemeinden Briescht, Falkenberg, Giesendorf, Görsdorf bei Beeskow, Kossenblatt, Lindenberg, Mittweide, Ranzig, Tauche, Trebatsch und Werder zur neuen Gemeinde Tauche zusammen. Zum 26. Oktober 2003 wurde die Gemeinde Stremmen per Gesetz in die Gemeinde Tauche eingegliedert. Das Amt Tauche wurde aufgelöst, die Gemeinde Tauche amtsfrei. Die Gemeinde Stremmen legte beim Verfassungsgericht des Landes Brandenburg Kommunalverfassungsbeschwerde ein, die "teils verworfen, im übrigen zurückgewiesen" wurde.

## Belege
1. 1 2  Beitrag zur Statistik. Landesbetrieb für Datenverarbeitung Land Brandenburg  Statistik. Historisches Gemeindeverzeichnis des Landes Brandenburg 1875 bis 2005 19.9 Landkreis Oder-Spree PDF
2. 1 2  Bildung der Ämter Tauche/Trebatsch und . Bekanntmachung des Ministers des Innern vom 7. September 1992. Amtsblatt für Brandenburg - Gemeinsames Ministerialblatt für das Land Brandenburg, 3. Jahrgang, Nummer 75, 5. Oktober 1992, S. 1868.
3. ↑  Aufhebung der Befristung von Ämtern. Bekanntmachung des Ministers des Innern vom 20. September 1994. Amtsblatt für Brandenburg - Gemeinsames Ministerialblatt für das Land Brandenburg, 5. Jahrgang, Nummer 71, 7. Oktober 1994, S. 1446.
4. ↑  Bildung einer neuen Gemeinde Tauche. Bekanntmachung des Ministeriums des Innern vom 13. November 2001. Amtsblatt für Brandenburg Gemeinsames Ministerialblatt für das Land Brandenburg, 12. Jahrgang, 2001, Nummer 49, Potsdam, den 5. Dezember 2001, S. 831/2 PDF
5. ↑  Sechstes Gesetz zur landesweiten Gemeindegebietsreform betreffend die Landkreise Dahme-Spreewald, Elbe-Elster, Oberspreewald-Lausitz, Oder-Spree und Spree-Neiße (6.GemGebRefGBbg) vom 24. März 2003, Gesetz- und Verordnungsblatt für das Land Brandenburg, I (Gesetze), 2003, Nr. 05, S. 93.
6. ↑  Kommunalverfassungsbeschwerde gegen die Eingemeindung der Gemeinde Stremmen (Amt Tauche) in die Gemeinde Tauche VerfGBbg, Beschluss vom 20.10.2005 - VfGBbg 210/03 -, www.verfassungsgericht.brandenburg.de